# پی‌اس کتلین ماورنین (۱۸۸۵)
پی‌اس کتلین ماورنین (۱۸۸۵ میلادی) (به انگلیسی: PS Kathleen Mavourneen (1885)) یک کشتی بود که طول آن ۲۶۰٫۵ فوت (۷۹٫۴ متر) بود. این کشتی در سال ۱۸۸۵ ساخته شد.